# 초지항
초지항은 인천광역시 강화군 길상면 초지리에 있는 어항이다. 2007년 7월 23일 어촌정주어항으로 지정하여 관리하고 있다. 시설관리자는 강화군수이다.

## 어항 연혁
- 2006년 6월 13일 인천광역시장이 어촌어항법 제17조 규정에 의하여 지방어항 지정을 해제하였다.[1]
- 2007년 7월 23일 강화군수가 어촌정주어항으로 지정하였다.

## 어항 구역
본 항의 어항구역은 다음과 같다.
- 수역(75,000m2): 선착장 기점으로 200m를 반경으로 하여 남쪽으로 그은 선내수역[2]
- 육역: 길상면 초지리 616-68(잡종지), 616-78(잡종지)

## 어항 시설
- 물양장, 선착장

## 주요 어종
- 민물장어, 새우, 숭어, 망둥어